# Tamba capatra
Tamba capatra là một loài bướm đêm trong họ Noctuidae.